# Aire culturelle pan-caribéenne précolombienne
Le concept d'aire culturelle pan-caribéenne fait référence aux récentes propositions d'un groupe international d'archéologues selon lesquelles les contacts entre les peuples précolombiens de la péninsule du Yucatán, des Antilles, d'Amérique centrale et du nord de l'Amérique du Sud ont pu être plus étendus qu'on ne l'a reconnu jusqu'à présent. Une perspective pan-caribéenne cherche à souligner l'importance de prendre en compte les informations provenant d'une vaste zone, caractérisée comme « la Méditerranée américaine », pour évaluer les questions de mobilité, d'échange, de linguistique, d'idéologie, d'art, de culture matérielle et d'identité. La région pan-caribéenne est une région dont les peuples interagissaient régulièrement avec ceux de Mésoamérique, de la région isthmo-colombienne (en) et du bassin amazonien, créant un contexte qui a eu des effets significatifs sur les changements culturels dans une grande partie des Amériques.
La culture du peuple caribéen s'étend dans les îles de la mer des Caraïbes, des Bahamas au nord jusqu'aux côtes continentales des Guyanes au sud. Les anthropologues caribéens, comme leurs collègues en sociologie, histoire, géographie, sciences politiques, repoussent de plus en plus les frontières de leurs disciplines respectives pour chevaucher et englober les limites académiques précédentes dans leur quête pour représenter et interpréter efficacement l'hétérogénéité de l'expérience caribéenne. En ce qui concerne le contexte social de la population caribéenne, les archéologues s'intéressent de plus en plus à l'identification de la diversité culturelle. Ces dernières années, un nombre croissant de voix indigènes dans le domaine de l'archéologie caribéenne ont exprimé leur dédain et leur résistance à l'hégémonie des interprétations colonialistes de l'histoire précolombienne des Caraïbes. Ainsi, de nouveaux cadres historiques et de nouvelles visions des dynamiques du passé sont devenus des centres de recherche active dans l'archéologie caribéenne,.